# Carlo Donolo

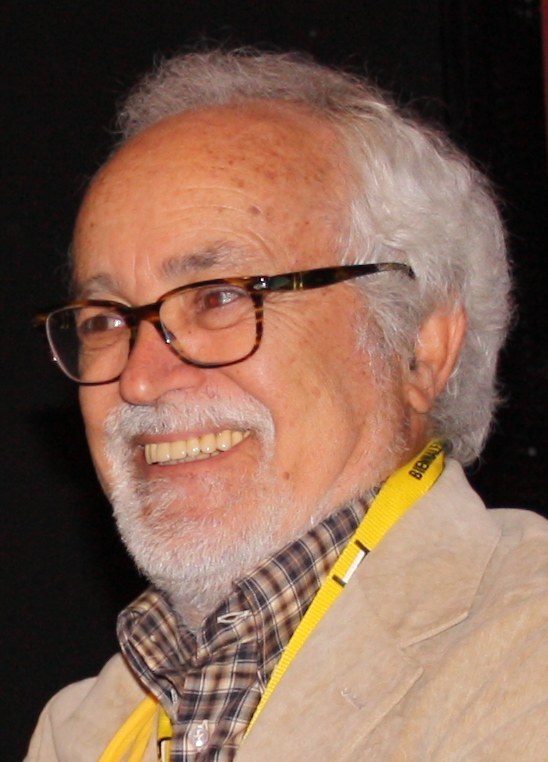
Carlo Donolo all'incontro "La condivisione della conoscenza" organizzato dal Centro Nexa su Internet e Società all'interno di Biennale Democrazia 2013

Carlo Alberto Donolo (La Spezia, 29 novembre 1938 – Roma, 6 aprile 2017) è stato un sociologo italiano.

## Biografia
Dopo la laurea in Giurisprudenza alla Scuola Normale Superiore di Pisa, Dònolo si perfeziona in Scienze sociali presso l'Institut für Sozialforschung di Francoforte sul Meno, in Germania. Divenne professore Ordinario di Sociologia economica presso la facoltà di Scienze Statistiche della Sapienza – Università di Roma.
Insegnamenti: Sociologia del diritto; Sociologia politica; Sociologia generale; Sociologia della società contemporanea; Analisi delle istituzioni e dei sistemi complessi; Sistemi sociali complessi e Knowledge Management.
Oltre alla rivista Laboratorio politico, ha partecipato al "Comitato di direzione" dei Quaderni piacentini, composto tra l'altro da Luca Baranelli, Bianca Beccalli, Alfonso Berardinelli, Grazia Cherchi, Francesco Ciafaloni, Giovanni Raboni, Goffredo Fofi, Giovanni Jervis, Michele Salvati, Federico Stame e Pier Giorgio Bellocchio.
Ha pubblicato studi sui movimenti collettivi, sulla questione meridionale, sul sistema politico, sul ruolo del sindacato, sulla governabilità e sull'innovazione.
Si è occupato di istituzioni, regolazioni e politiche pubbliche con particolare riguardo allo sviluppo sostenibile locale e alla costruzione della società della conoscenza.
Nel giugno del 2011 vince, assieme a Gustavo Zagrebelsky e Mario Isnenghi il premio letterario Pozzale – Luigi Russo 2011.
Nel settembre 2008 è cofondatore della Fondazione Sviluppo Sostenibile Italia in cui collaborano imprese ed esperti per la crescita dell'economia verde in Italia.

## Opere
- Per la critica dell'Università, Einaudi, Torino, 1971
- Mutamento o transizione? Politica e società nella crisi italiana, il Mulino, Bologna, 1977
- Classi sociali e politica nel Mezzogiorno: materiale per l'analisi della società meridionale Rosenberg & Sellier, Torino, 1978
- Il governo debole, Forme e limiti della razionalità politica (con F.Fichera), De Donato, Bari, 1981
- Il mestiere politico del sindacato (con M. Carrieri), Editori Riuniti, Roma, 1986
- Le vie dell'innovazione'Forme e limiti della razionalità politica, con F. Fichera, Feltrinelli, 1988
- Il sogno del buon governo, Anabasi 1992
- Il sindacato come organizzazione, Lares, 1993
- ¿Como gobernar mañana?, Galaxia Gutenberg, Barcellona, 1999
- L'intelligenza delle istituzioni, Feltrinelli, 1997
- Questioni meridionali, Ancora del Mediterraneo, 1999
- Disordine, Donzelli, 2001
- Verso Sud(a cura di, con contributi di Goffredo Fofi, Marcella Pompili Pagliari, Gerardo Ragone) Franco Angeli-Eutropia, Milano,2001
- Il distretto sostenibile. Governare beni comuni per lo sviluppo, (con M. Sordini), FrancoAngeli-Eutropia, 2003
- Manuale operativo per l'integrazione delle politiche sociali locali, progetto EQUAL- IT-PUG 110, La Sapienza University Press, 2005
- Il futuro delle politiche pubbliche, B. Mondadori, 2006
- Sostenere lo sviluppo. Ragioni e speranze oltre la crescita, B. Mondadori, 2007
- Italia sperduta - La sindrome del declino e le chiavi per uscirne, Donzelli, 2011
- Il sogno del buon governo, apologia del regime democratico, Et Al./edizioni, 2011

- L'arte di governare. Governare processi e transizioni, Donzelli, Roma, 2012
- Cose comuni, Edizioni dell'Asino, Roma, 2014
- Affari pubblici: benessere privato e felicità pubblica, Eutropia-Franco Angeli, Milano, 2017
- Su ponti leggermente costruiti, Eutropia-Franco Angeli, Milano, 2021